# Joshua El Cariño
Joshua El Cariño (Mangaldan, 25 januari 1993) is een Filipijns voormalig wielrenner en huidig ploegleider van Victoria Sports Pro Cycling. In 2018 won El Cariño de eerste etappe en het eindklassement van de Ronde van de Filipijnen.

## Overwinningen
2018
1e etappe Ronde van de Filipijnen
Eind- en puntenklassement Ronde van de Filipijnen
2019
5e etappe Ronda Pilipinas

## Ploegen
- 2013 –  LBC-MVPSF Cycling Pilipinas
- 2014 –  LBC-MVP Sports Foundation Cycling Team

Antonio · Aquino · Bonzo · Brioso · Cariño · Lim · Lomotos · Navarra · Oranza